# Вербицкая, Анастасия Алексеевна

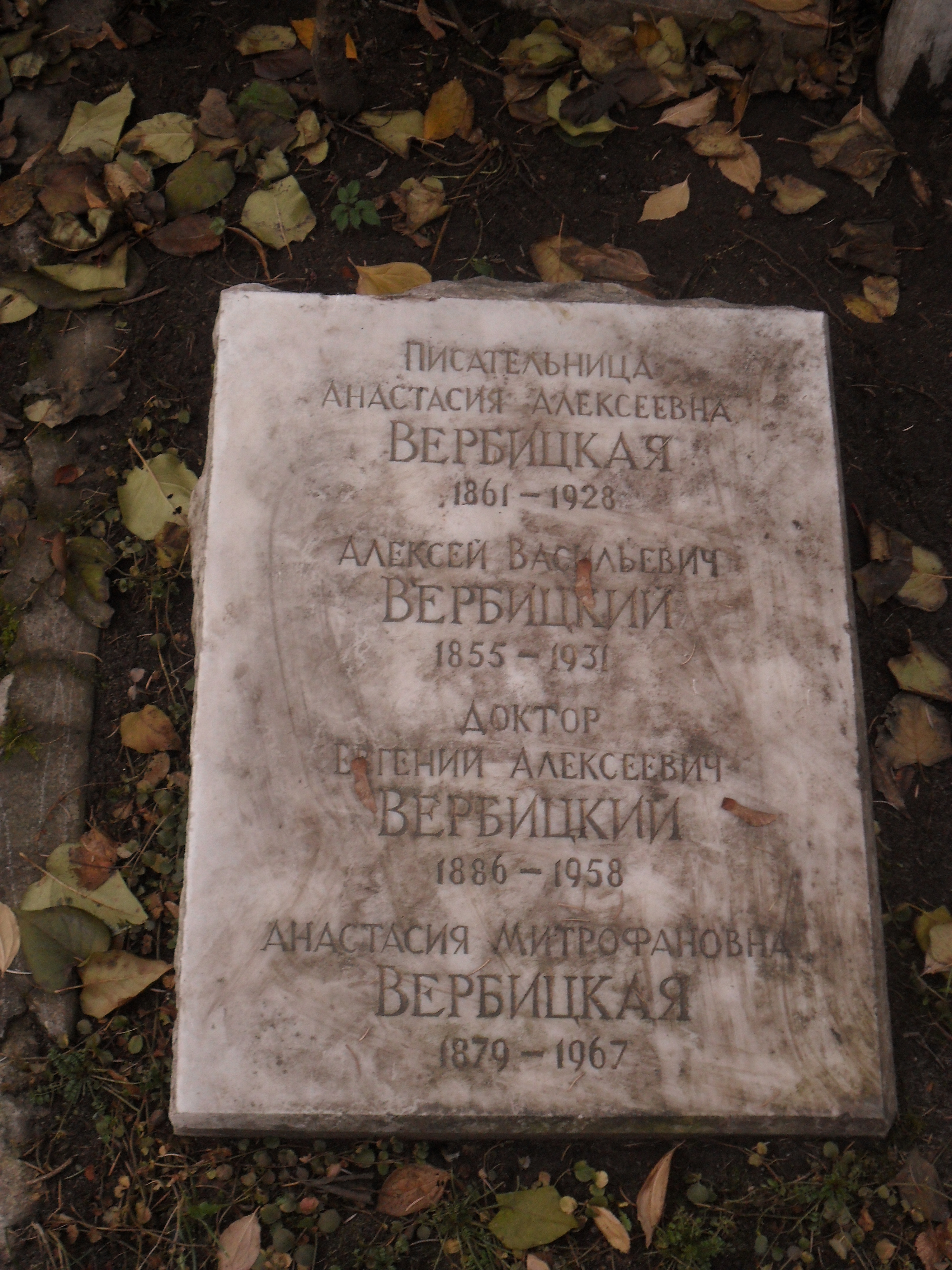
Могила А. А. Вербицкой на Новодевичьем кладбище Москвы

Анастаси́я Алексе́евна Верби́цкая (11 (23) февраля 1861, Воронеж — 16 января 1928, Москва) — русский прозаик, драматург, сценарист.

## Биография
Родилась в небогатой дворянской семье Зябловых, в которой царил культ театра. Училась в Московской консерватории по классу пения (1879—1881, не окончила), затем работала учительницей музыки, регентом хора в Елизаветинском институте, занималась журналистикой и писала рассказы.
Как отмечает биограф писательницы А. Грачева: «Начиная с самого детства, Вербицкая не только существовала в реальных, во многом неблагоприятных житейских обстоятельствах, но и в мире своей фантазии, построенной на основе сублимации. В нём росла красавица-девочка, имеющая гениальную актрису-бабушку, роковую, прекрасную и любящую мать, благородного старика-отца и окружающих, постоянно восхищающихся внешностью и необычными и разнообразными талантами ребёнка, а затем девушки. Впоследствии многие героини произведений Вербицкой явились реализацией этого фантастического образа её „эго“, как бы переселившегося из фантастического мира авторского воображения в более осязаемый, но менее воображаемый макрокосм её произведений…»
Писать начала в 1883 году в «Русском Курьере», где одно время вела политический отдел. В 1887 году была помещена в «Русской Мысли» её большая повесть «Разлад». Позднее она помещала свои романы, повести и рассказы в «Русском Богатстве», «Жизни», «Начале», «Мире Божием», «Русских Ведомостях», «Северном Курьере», «Живописном Обозрении», «Образовании» и других периодических изданиях. Отдельно вышли «Сны жизни» (сборник рассказов, 3 изд., 1899—1902), «Освободилась» (Москва, 1902), «Преступление Марьи Ивановны» (Москва, 1902, сборник рассказов), «Первые ласточки» (Москва, 1900; переделка «Разлада», 2 изд., Москва, 1902), «Вавочка» (2 изд., 1900—1902), «История одной жизни» (Москва, 1903), «Счастье» (Москва, 1905, сборник рассказов), «Мотыльки» (Москва, 1905, сборник рассказов). Без успеха были поставлены пьесы Вербицкой «Миражи» и «Семейство Волгиных» (также «Бесправные»). Другие её драматические произведения: «Дети века» («Эфемериды»), «Бесплодные жертвы», «Рассвет».
С 1894 года полностью обратилась к литературному творчеству, выступала по вопросам женской эмансипации и печаталась в журналах «Жизнь», «Начало», «Русское богатство», «Мир Божий». С 1899 года сама издавала свои многочисленные романы, содействовала публикации и других феминистских произведений. По прямому заявлению своему в автобиографии («Сборник на помощь учащимся женщинам», Москва, 1901), Вербицкая — писательница «идейная». Она отстаивала общественную самостоятельность женщины и её право располагать своим сердцем. Вместе с тем, она предъявляла женщинам требование никогда не зависеть от мужчины и жить исключительно своим трудом. Её социалистическая антицаристская позиция обеспечила ей определённую поддержку в соответствующих кругах.
В 1909 году издался роман «Ключи счастья», где открыто подана тема сексуальной свободы женщины, Вербицкая завоевала сомнительную славу исключительной популярности у массового читателя. В новом романе Вербицкая опять рассказывает «сказку о Золушке» — талантливейшей, незаурядной натуре с тонким художественным чутьем — Марии Ельцовой. В основе произведения — проблема взаимоотношений художника и общества, в решении которой Вербицкая утверждает, в русле набирающей силу модернистской этики и эстетики, безграничную свободу творческой личности, в том числе в половой сфере. Трагический финал романа свидетельствовал о том, что писательница осталась верна художественной правде. «Новая женщина», ницшеанка, легко переступающая через чужие жизни, осталась лишь теоретической фантазией героев романа.
Продолжение «Ключей счастья» составило 6 книг (до 1913). В честь популярнейшего романа Вербицкой были названы даже салонные вальсы того времени.
В библиотеках число выдач книг Вербицкой достигло самой высокой отметки, а в 1915 году тиражи изданий достигли уровня бестселлеров того времени: 280 000 экз. Кроме «Ключей счастья» известны были романы «Дух времени» и «Иго любви» («Актриса», «Огни заката», «Спешите жить»).
После Октябрьской революции 1917 года Вербицкая не играла больше роли в литературе, а её бульварные романы были заклеймены как устрашающий пример буржуазного распада. По словам Вольфганга Казака, Вербицкая «приспосабливает к массовым вкусам свою банальную, схематичную и заурядную технику письма».
Наркомпрос решил сжечь весь склад книг Вербицкой «за порнографию, юдофобство и черносотенство». Но писательница потребовала гласного суда над собой, после чего заведующий Госиздатом В. Воровский создал комиссию из 12 литераторов-коммунистов, которые в течение трёх месяцев изучали 33 книги Вербицкой и, в конце концов, признали их безвредными. Вербицкой было обещано передать книги в рабочие клубы и читальни.
После убийства В. Воровского, в 1924 году Вербицкая снова попала в список запрещённых писателей, её книги изъяли из всех магазинов и библиотек. В 1925 году В. Маяковский грубо заклеймил «Ключи счастья» в своём стихотворении «Рабкор». В 1926 году в журнале «На литературном посту» (No 7-8) состоялась дискуссия о Вербицкой, поводом к которой стало её письмо, в котором она перечисляла свои заслуги перед русским революционным движением и выражала желание «писать о современном строе». А. Луначарский и другие защищали Вербицкую и её политически прогрессивную роль. Луначарский высказал мнение, что «для некоторых очень отсталых слоёв провинциального читателя… чтение произведений Вербицкой было бы прогрессом и могло бы оставить в их душе светлый след».
Вербицкая писала рассказы для детей под псевдонимом Игорь Ольгович, А. Алексеева и другими. Похоронена в Москве на Новодевичьем кладбище.

## Семья
Сестра Вербицкой Александра Алексеевна Сорнева также была писательницей.
Один из сыновей Вербицкой — Всеволод Алексеевич Вербицкий (1896—1951), актёр МХАТ, народный артист РСФСР (1948).
Внук писательницы, актёр Анатолий Всеволодович Вербицкий (1926—1977), с 1947 года также служивший во МХАТе, известен по роли Печорина в фильме «Княжна Мэри» (1955).

### Романы
- 1887 — «Разлад»
- 1900 — «Первые ласточки»
- 1901 — «Вавочка» (переиздан в 1990-е годы под названием «Мать или дочь»)
- 1902 — «Освободилась»
- 1903 — «История одной жизни»
- 1903 — «По-новому»
- 1903 — «Чья вина?» (переиздан в 1990-е годы)
- 1904 — «Злая роса»
- 1907 — «Дух времени» (переиздан в 1990-е годы)
- 1908 — «Горе идущим, горе ушедшим»
- 1909 — «Ключи счастья» (переиздан в 1990-е годы)
- 1915 — «Елена Павловна и Серёжка» (переиздан в 1990-е годы)
- 1916 — «Иго любви» (переиздан в 1990-е годы)

### Повести
- 1908 — «Наши ошибки»
- 1910 — «Ошибка»
- 1912 — «Её судьба»

### Пьесы
- 1897 — «Семейство Волгиных» («Бесплодные жертвы»)
- 1900 — «Дети века» («Рассвет»)
- 1909 — «Мираж»
- 1913 — «Ключи счастья»
- 1916 — «Чья вина?»

### Сборники рассказов
- 1899 — «Сны жизни»
- 1903 — «Преступление Марьи Ивановны»
- 1904 — «Мотыльки»
- 1905 — «Счастье»
- 1908 — «Моему читателю: автобиографические очерки»

## Экранизации
- В 1913 режиссёры В.Гардин и Я.Протазанов осуществили экранизацию романа «Ключи счастья», ставшую самой кассовой лентой дореволюционного русского кинематографа.
- В 1914 был экранизирован роман «Вавочка» (реж. В. Гардин), вошедший в «Русскую золотую серию» Тимана.
- В 1915 Вячеслав Висковский экранизирует роман Вербицкой «Елена Павловна и Сережка» под названием «Сила любви» В 1915 Андрей Андреев снял двухсерийный фильм «Андрей Тобольцев», позже перемонтированный в односерийный, по роману «Дух времени». Это единственная экранизация Вербицкой, сохранившаяся до наших дней.
- В 1916 году Андреев снимает ещё одну экранизацию, фильм «Чья вина». Фильм не сохранился.
- В 1917 году Киноиздательство «Жизнь» выпустило фильм Б. Светлова «Победители и побежденные» — вторую («полную») инсценировку романа А. В. Вербицкой «Ключи счастья» (писательница была также автором сценария и сорежиссёром).
- 2007 — «Иго любви» (мини-сериал по мотивам одноимённого романа, реж. А. Горбатый, в ролях: А. Назарова, М. Голуб, О. Табаков, и др.).